# Ermita de Santa Margarita (Tudela)
La ermita de Santa Margarita de Tudela (Navarra) fue una ermita tudelana que se situaba sobre un montículo de las Bardenas Reales, en la frontera con Aragón.

## Historia y cronología de construcción
La ermita de Santa Margarita se cita por primera vez en 1501. En las disputas sobre prendamientos de las Bardenas, como la de 1679, los diputados navarros de Tudela y los aragoneses de Ejea de los Caballeros se reunían en esta ermita fronteriza, situándose cada cual a ambos lados de sus fronteras. Se arruinó a finales del siglo XVII.